# John Davis (aixecador)
John Davis   (Smithtown, 12 de gener de 1921 - Albuquerque, 13 de juliol de 1984) fou un aixecador estatunidenc que va competir entre les dècades de 1930 i 1950. Entre el 1938 i el 1953 no va perdre cap competició, guanyant dos títols olímpics, el 1948 i 1952, sis campionats del món i dotze campionats nacionals, alhora que va establir 16 rècords mundials: set en arrancada, quatre en dos temps, dos en impuls i tres en el total.
Nascut a l'estat de Nova York, el 1941 es va allistar a l'exèrcit dels Estats Units i va lluitar al Pacífic durant la Segona Guerra Mundial. El 1942 i el 1943 va poder tornar als Estats Units per participar en els campionats nacionals, però va haver de renunciar als de 1944 i 1945.
Davis es va fer conegut en guanyar el Campionat del món d'halterofília de 1938 a Viena, amb tan sols 19 anys. Va romandre invicte fins al 1953, quan va acabar segon al campionat del món a causa d'una lesió a la cuixa. En el seu moment àlgid de la seva carrera posseïa tots els rècords mundials del seu pes, i en els campionats nacionals de 1951 fou el primer home en superar la barrera de les 400 lliures en aixecar 402 lliures. Es va retirar el 1956 després d'una greu lesió a les cames durant les proves de classificació pels Jocs Olímpics de 1956.
Va morir de càncer el 1984, a Albuquerque, Nou Mèxic. El 1989 fou inclòs al United States Olympic Hall of Fame.